# 洛普什涅 (伊賈斯拉夫區)
50°5′47″N 26°43′49″E / 50.09639°N 26.73028°E
洛普什涅（烏克蘭語：Лопушне），是烏克蘭西部的村莊，隸屬赫梅利尼茨基州的舍佩蒂夫卡區。該村面積0.37平方公里，海拔高度238米，2001年人口112，人口密度每平方公里302.7人。